# JP Galvão
JP Galvão (* 7. Mai 2001 in Cabo Frio; voller Name João Pedro Galvão de Carvalho), auch kurz JP genannt, ist ein brasilianischer Fußballspieler und steht seit 2023 bei Botafogo FR fest unter Vertrag und seit April 2024 an Chapecoense ausgeliehen ist.

## Karriere
JP ist ein 1,84 Meter großer Mittelfeldspieler. Er spielt vor allem im defensiven Mittelfeld und spielte während seiner Junioren-Karriere auch als rechter Außenverteidiger.

### Vereine
Der in der Großstadt Cabo Frio des brasilianischen Bundesstaates Rio de Janeiro geborene JP begann 2019 mit dem Herrenfußball im selben Bundesstaat bei EC Tigres do Brasil. Mit 18 Jahren spielte er im Juli 2019 erstmals im Herrenfußball in der zweiten Klasse der Staatsmeisterschaft von Rio de Janeiro und später auch im Staatspokal von Rio de Janeiro. Anfang 2020 wechselte JP zur U20-Juniorenmannschaft von CR Vasco da Gama. Er nahm zwischen 2020 und 2021 an den U20-Junioren-Ausgaben des Campeonato Brasileiro de Futebol und Copa do Brasil teil. Seinen ersten und einzigen Vasco-Profieinsatz absolvierte er mit 19 Jahren in Taça Guanabara 2021. Im Januar 2022 nahm JP am U20-Nachwuchsturnier Copa São Paulo de Futebol Júnior 2022 teil und erreichte mit seiner U20-Mannschaft als Gruppensieger die Finalrunde. Dort gelangten sie bis ins Achtelfinale, dazu trug er in gesamt fünf Turniereinsätzen zwei Torvorlagen bei.
JP wurde von den Talentsichtern des Botafogo FR entdeckt und er wechselte im April 2022 auf Leihbasis zur (U23-)Reservemannschaft von Botafogo FR. Er nahm an der Brasileiro de Aspirantes, brasilianische U23-Nationalmeisterschaft, teil. Gemäß Botafogo FR wurde JP nach guten Leistungen im Januar 2023 fest verpflichtet und erhielt einen Platz im Profikader. Seine ersten Einsätze für die Botafogo-Profimannschaft bestritt er im Südsommer 2022/23 im Fußballwettbewerb Taça Guanabara 2023. Im Mai 2023 folgte sein internationales Spieldebüt als Einwechselspieler im südamerikanischen Fußballwettbewerb Copa Sudamericana 2023.
Im Januar erneuerte Botafogo seine Beziehung zu JP Galvão, stimmte jedoch anschließend zu, den Rechtsverteidiger an Inter de Limeira auszuleihen, um in Paulistão 2024 anzutreten.
Im März wurde JP Galvão, Mittelfeldspieler/Rechtsverteidiger von Botafogo, als neue Verstärkung für Chapecoense im Streit um die Serie B bekannt gegeben. Der 22-jährige Athlet unterschrieb bis November beim neuen Verein.

### Nationalmannschaft
Ende Juni 2021 wurde JP mit 20 Jahren und als rechter Außenverteidiger in den vorläufigen Kader der brasilianischen Olympia-Fußballnationalmannschaft nominiert für die verspäteten Olympischen Sommerspiele 2020, die 2021 stattfanden. Er nahm an den Olympia-Vorbereitungen teil, aber wurde für den endgültigen Olympia-Fußballkader nicht berücksichtigt.

## Erfolge
- CR Vasco da Gama U20-Nachwuchsmannschaft
  - U20 Staatsmeisterschaft von Rio de Janeiro: 2020[1]
  - U20 Copa do Brasil: 2020
  - U20 Supercopa do Brasil: 2020[2]